# Buszamee Lempan
Buszamee Lempan (thailändisch บัซซามีย์ เหล็มปาน; * 13. Februar 2004), auch als Bus bekannt, ist ein thailändischer Fußballspieler.

## Karriere
Buszamee Lempan erlernte das Fußballspielen in der Jugend des Phatthalung FC sowie in der Juniorenmannschaft des Erstligisten Bangkok United. Seinen ersten Vertrag unterschrieb er im Juli 2024 beim Samut Prakan City FC. Der Verein aus Samut Prakan spielt in der zweiten Liga, der Thai League 2. Sein Zweitligadebüt gab Lempan am 10. August 2024 (1. Spieltag) im Auswärtsspiel gegen den Mahasarakham SBT FC. Bei der 2:0-Niederlage stand er in der Startelf und wurde in der 88. Minute gegen Ananchai Thepsudee ausgewechselt. Nach neun Zweitligaspielen wechselte er im Januar 2025 in die dritte Liga. Hier schloss er sich in Phatthalung dem in der Southern Region spielenden Phatthalung FC an.